# Abbo von Auxerre
Abbo von Auxerre († 860) ist ein katholischer Heiliger.
Sein Vater Antelmus stammte aus Bayern, seine Mutter Frotilde war Fränkin aus dem Gâtinais. Sein Vorgänger im Amt des Bischofs, Heribald, und Lupus Servatus waren seine Brüder.
Abbo war Mönch im Kloster von Germanus in Auxerre (Frankreich), wurde zum Abt gewählt und 857 zum Bischof von Auxerre. Er legte drei Jahre später das Amt ab, um wieder als Mönch zu leben.
Katholischer Gedenktag: 3. Dezember